# Paljevo
Paljevo (Servisch cyrillisch Паљево) is een plaats in de Servische gemeente Tutin. De plaats telt 369 inwoners (2002).